# Jiří Zedníček
Jiří Zedníček (nacido el 14 de febrero de 1945 en Checoslovaquia) es un exjugador checo de baloncesto. Consiguió dos medallas en competiciones internacionales con Checoslovaquia.